# IC 3773
IC 3773 је елиптична галаксија у сазвјежђу Дјевица која се налази на листи објеката дубоког неба у Индекс каталогу.
Деклинација објекта је + 10° 12' 12" а ректасцензија 12h 47m 15,2s. Привидна величина (магнитуда) објекта IC 3773 износи 12,9 а фотографска магнитуда 13,9. IC 3773 је још познат и под ознакама UGC 7952, MCG 2-33-21, CGCG 71-40, VCC 2048, PGC 43146.